# Vittoria
Vittoria er en italiensk by (og kommune) i regionen Sicilien i Italien, med omkring 63.316(2023) indbyggere.  